# Lockhartia parthenocomos
Lockhartia parthenocomos är en orkidéart som först beskrevs av Heinrich Gustav Reichenbach, och fick sitt nu gällande namn av Heinrich Gustav Reichenbach. Lockhartia parthenocomos ingår i släktet Lockhartia och familjen orkidéer. Inga underarter finns listade i Catalogue of Life.